# 혈관내이물침입
혈관내이물침입(血管內異物侵入, 영어: intravasation)은 암세포가 기저막을 통해 혈관이나 림프관으로 침투하는 것을 말한다. 혈관내이물침입은 암세포가 원 발생 부위에서 탈출하는 과정을 시작하는 여러 발암 사건들 중 하나이다. 다른 메커니즘으로는 기저막을 통한 침투, 혈관외유출, 먼 부위로의 전이가 있다. 암세포의 화학주성 역시 이러한 이동 행동에 의존하며, 암세포의 덩어리를 만들기 위해 지정된 2차 목적지에 도착한다.

## 기여 요인
혈관내이물침입에 기여하는 유전자 중 하나는 원발성 종양 주변의 다양한 세포외기질(ECM) 성분과 기저막을 단백질가수분해효소로 분해할 수 있는 세린 프로테에이스인 유로키네이스(uPA)를 암호화한다. 유로키네이스는 또한 다수의 생장인자와 기질 금속단백질가수분해효소(MMP)를 활성화하는데, 이는 세포외기질의 분해를 더욱 촉진하여 종양 세포 침습과 혈관내이물침입을 가능하게 한다.
새롭게 발견된 전이 억제제인 p75 신경영양인자 수용체(p75NTR)는 유로키네이스와 같은 특정 단백질가수분해효소의 수준을 낮추어 전이를 부분적으로 억제할 수 있다.
종양연관 대식세포(TAM)는 전이성 종양의 미세환경에 풍부하게 존재하는 것으로 나타났다. 연구에 따르면 대식세포는 화학주성 및 화학동태 인자를 분비하여 종양 세포의 이동과 혈관내이물침입을 증가시키고, 혈관신생을 촉진하고, 세포외기질을 리모델링하고, 콜라겐 섬유의 형성을 조절하는 것으로 나타났다.
세 가지 세포 유형(대식세포, 내피세포, 종양세포)으로 구성된 그룹을 총칭하여 전이성 종양 미세환경(TMEM)이라고 하며, 이를 통해 종양세포가 혈관으로 이동할 수 있다.

## 능동적 및 수동적 혈관내이물침입
종양은 혈관에 침투하기 위해 능동적 방법과 수동적 방법을 모두 사용할 수 있다. 일부 연구에 따르면 암세포는 영양소나 케모카인 농도 기울기에 반응하여 혈관이나 림프관을 통해 적극적으로 이동하지만, 초기 단계의 전이는 무작위적인 행동이라는 가설을 뒷받침하는 연구도 있다.
능동적 혈관내이물침입에서 암세포는 인근 혈관으로 활발하게 이동한다. 이 과정의 첫 번째 단계는 정맥 내피 세포에 대한 특정 접착이며, 그 다음에는 라미닌과 IV형 및 V형 콜라겐과 같은 내피하 기저막의 단백질에 접착한다. 마지막 단계는 전이성 종양 세포가 피브로넥틴, I형 콜라겐, 히알루론산과 같은 결합 조직 요소에 접착하는 것이다. 이는 종양 세포가 내피하 간질로 이동하고, 이후 2차 부위에서 콜로니로 성장하는 데 필요하다.
수동적 혈관내이물침입은 종양이 수동적 배출을 통해 전이되는 과정을 말한다. 이에 대한 증거는 원발성 종양이 외상을 입었을 때 순환계로 방출되는 종양 세포의 수가 증가하는 것을 통해 확인된다. 제한된 공간에서 자라는 세포는 서로를 밀어내며 혈관과 림프관이 납작해지고 세포가 혈관으로 밀려들어가는 현상이 나타날 수 있다.

## 상피간엽전이 및 혈관내이물침입
상피간엽전이(EMT)는 종양 침습 및 전이에 절대적으로 필요한 요소라고 가정되어 왔지만, EMT 세포와 비EMT 세포가 모두 협력하여 자발적인 전이 과정을 완료하는 것으로 나타났다. 이동성 표현형을 지닌 EMT 세포는 세포외기질(ECM)을 분해하고 국소 조직과 혈관 또는 림프관에 침투하여 혈관 내 침투를 용이하게 한다. 비EMT 세포는 EMT 세포와 함께 이동하여 혈관이나 림프관으로 들어갈 수 있다. 두 세포 유형 모두 순환계에서 지속되지만 EMT 세포는 2차 부위에서 혈관벽에 부착되지 않는 반면, 접착력이 더 강한 비EMT 세포는 혈관벽에 부착되어 2차 부위로 혈관외유출이 될 수 있다.

## 같이 보기
- 혈관외유출